# العلاقات الأيرلندية الغانية
العلاقات الأيرلندية الغانية هي العلاقات الثنائية التي تجمع بين جمهورية أيرلندا وغانا.

## مقارنة بين البلدين
هذه مقارنة عامة ومرجعية للدولتين:
| وجه المقارنة                                              | جمهورية أيرلندا                                       | غانا         |
| --------------------------------------------------------- | ----------------------------------------------------- | ------------ |
| المساحة (كم2)                                             | 70.27 ألف                                             | 238.53 ألف   |
| عدد السكان (نسمة)                                         | 4.76 مليون                                            | 26.91 مليون  |
| الكثافة السكانية (ن./كم²)                                 | 67.74                                                 | 112.82       |
| العاصمة                                                   | دبلن                                                  | أكرا         |
| اللغة الرسمية                                             | اللغة الأيرلندية، لغة إنجليزية، الإنجليزية الأيرلندية | لغة إنجليزية |
| العملة                                                    | جنيه أيرلندي، يورو، عملات اليورو الأيرلندية           | سيدي غاني    |
| الناتج المحلي الإجمالي (بليون دولار)                      | 333.73 مليار                                          | 47.33 مليار  |
| الناتج المحلي الإجمالي (تعادل القوة الشرائية) بليون دولار | 318.16 مليار                                          | 115.41 مليار |
| الناتج المحلي الإجمالي الاسمي للفرد دولار أمريكي          | 61.13 ألف                                             | 1.37 ألف     |
| الناتج المحلي الإجمالي للفرد دولار أمريكي                 |                                                       | 4.08 ألف     |
| مؤشر التنمية البشرية                                      | 0.916                                                 | 0.579        |
| رمز المكالمات الدولي                                      | +353                                                  | +233         |
| رمز الإنترنت                                              | .ie                                                   | .gh          |
| المنطقة الزمنية                                           | 00، ت ع م+01:00، أوروبا/دبلن ‏                         | 00           |

## منظمات دولية مشتركة
يشترك البلدان في عضوية مجموعة من المنظمات الدولية، منها:
| علم المنظمة | اسم المنظمة                               | تاريخ انضمام جمهورية أيرلندا | تاريخ انضمام غانا |
| ----------- | ----------------------------------------- | ---------------------------- | ----------------- |
|             | مؤسسة التنمية الدولية                     | 22 ديسمبر 1960               | 29 ديسمبر 1960    |
|             | يونسكو                                    | 3 أكتوبر 1961                | 11 أبريل 1958     |
|             | وكالة ضمان الاستثمار متعدد الأطراف        | 27 أكتوبر 1989               | 29 أبريل 1988     |
|             | الأمم المتحدة                             | 14 ديسمبر 1955               | 8 مارس 1957       |
|             | الفريق المعني برصد الأرض                  | ?                            | ?                 |
|             | الاتحاد البريدي العالمي                   | ?                            | ?                 |
|             | البنك الدولي للإنشاء والتعمير             | 8 أغسطس 1957                 | 20 سبتمبر 1957    |
|             | الاتحاد الدولي للاتصالات                  | 8 ديسمبر 1923                | 17 مايو 1957      |
|             | منظمة حظر الأسلحة الكيميائية              | ?                            | ?                 |
|             | مؤسسة التمويل الدولية                     | 11 سبتمبر 1958               | 3 أبريل 1958      |
|             | المركز الدولي لتسوية المنازعات الاستشارية | 7 مايو 1981                  | 14 أكتوبر 1966    |
|             | منظمة التجارة العالمية                    | ?                            | ?                 |
|             | منظمة الشرطة الجنائية الدولية             | ?                            | ?                 |

## أعلام
هذه قائمة لبعض الشخصيات التي تربطها علاقات بالبلدين:
- كريس هويتون (11 ديسمبر 1958[20] – )

## وصلات خارجية
- موقع وزارة الخارجية الأيرلندية
- موقع وزارة الخارجية الغانية